# Instruktionsapotek
Ett instruktionsapotek var ett apotek vars ägare hade till uppgift att ordna undervisning till studerande i farmaci. 
Sveriges enda instruktionsapotek var apoteket Nordstjernan som grundades 1817 av Carl Johan Fredrik Plagemann i Stockholm. I Plagemanns apoteksprivilegiet stadgades att verksamheten skulle bedrivas som ett ”instruktionsapotek”, där studenter från Farmaceutiska institutionen övades och avlade de praktiska examensproven, och att Plagemann skulle undervisa. I 1819 års apotekarreglementet föreskrevs att även två apotekare från Stockholm skulle vara examinatorer, och år 1826 bestämdes, att den ene av dessa skulle vara instruktionsapotekaren, som hade att examinera rörande pharmaca praeparata.